# Taurean Prince
Taurean Waller-Prince (ur. 22 marca 1994 w San Marcos) – amerykański koszykarz, występujący na pozycji niskiego skrzydłowego, od 2023 zawodnik Los Angeles Lakers.
6 lipca 2019 trafił w wyniku wymiany do Brooklyn Nets.
14 stycznia 2021 został wytransferowany do Cleveland Cavaliers. 2 sierpnia 2021 trafił w wyniku wymiany do Minnesoty Timberwolves. 6 lipca 2023 dołączył do Los Angeles Lakers.

## Osiągnięcia
Stan na 22 września 2023, na podstawie, o ile nie zaznaczono inaczej.
NCAA
- Uczestnik rozgrywek:
  - Sweet Sixteen turnieju NCAA (2014)
  - turnieju NCAA (2014–2016)
- Mistrz turnieju National Invitation Tournament (NIT – 2013)
- Najlepszy rezerwowy Sezonu konferencji Big 12 (2015)
- Zaliczony do:
  - I składu:
    - Big 12 (2016)
    - turnieju Las Vegas Invitational (2015)

  - II składu Big 12 (2015)
- Lider konferencji Big 12 w skuteczności rzutów z gry (2015)[7]

NBA
- Uczestnik Rising Stars Challenge (2018 w zastępstwie za Malcolma Brogdona)

Reprezentacja
- Brązowy medalista igrzysk panamerykańskich (2015)[8]